# Callias (zoon van Hipponicus Ammon)
Callias (Oudgrieks: Καλλίας, Kallías), bijgenaamd de putrijke (Oudgrieks: ὁ Λακκόπλουτος, ho Lakkóploutos) was een Atheens politicus en diplomaat uit de 5e eeuw v.Chr., die was betrokken bij de onderhandeling over de naar hem vernoemd Vrede van Callias. Hij wordt soms ook Callias II genoemd om hem te onderscheiden van andere leden van zijn familie. Hij was een zoon van Hipponicus Ammon en kleinzoon van Callias (zoon van Phaenippus) en was door zijn afkomst een priester (δᾳδοῦχος / daidouchos: fakkeldrager) van de Mysteriën van Eleusis. Hij was ook de schoonbroer van Cimon, de voornaamste politieke tegenstander van Pericles, en proxeen van de Spartanen.

## Biografie
Hij werd ervan beschuldigd van een Pers geld te hebben aangenomen tijdens de Slag bij Marathon, deze steekpenningen, die hij in ruil voor diens leven te redden had gekregen, te hebben verstopt en hem desondanks te hebben gedood. Kort na de dood van Cimon, waarschijnlijk rond 449 v.Chr., werd hij als gezant naar Susa uitgestuurd om een verdrag met Arthaxerxes I, koning van het Perzische Rijk, te sluiten. Hij was getrouwd met Elpinice, dochter van de generaal Miltiades de Jongere. Hun zoon werd naar Callias' vader Hipponicus genoemd, die vader was van de filosoof Hermogenes.
Hij wordt gedacht de onderhandelingen van de vrede van Callias in 449 v.Chr. in goede banen te hebben geleid, die een definitief einde maakte aan de Perzische Oorlogen na de Atheense overwinning bij Salamis op Cyprus. De koning van Perzië, Artaxerxes I, verbond zich ertoe om geen troepen te sturen op meer dan drie dagen lopen van de Egeïsche zee. Deze vrede herkent de de facto onafhankelijkheid van de steden van Ionië en het maritieme overwicht van Athene. Bij zijn terugkeer werd zijn verdrag als onvoldoende beschouwd en werd hij er bovendien van beschuldigd te zijn omgekocht door de Perzische koning en veroordeeld tot een boete van 50 talenten. In de winter van 446/445 v.Chr. maakte hij deel uit van een delegatie - als proxeen van Sparta - om over het Dertigjarig Vredesverdrag tussen Athene en Sparta te onderhandelen.